# Kosmiczne marionetki
Kosmiczne marionetki (tyt. oryg. The Cosmic Puppets) – powieść science fiction napisana przez Philipa K. Dicka, jedna z jego najwcześniejszych, wydana po raz pierwszy w 1957 r. Jej treścią są zmagania głównego bohatera z siłami zamieniającymi rzeczywistość w pozory. Dzieje się to w tle walki Dobra ze Złem.

## Opis fabuły
Główny bohater, Ted Burton, postanawia odwiedzić miasto swojego dzieciństwa. Przyjeżdża więc do Millgate w stanie Virginia, ale niczego w nim nie rozpoznaje. Miasto jest inne, niż je zapamiętał, budynki są stare i o innym przeznaczeniu, nie zgadzają się nawet nazwy ulic, a pośród napotykanych przechodniów nie poznaje nikogo. Przełomowym staje się moment, kiedy przeglądając archiwa dowiaduje się, że … umarł, albo też nie żyje ktoś o tym samym imieniu i nazwisku, kto odszedł w dniu jego wyprowadzki z miasta. Ted postanawia rozwikłać zagadkę tym bardziej, że być może dotyczy ona jego tożsamości.
Książka wplata się w nurt obecny w początkach twórczości Autora. Pyta on, czy to co widzimy, istnieje naprawdę, czy też jest tylko złudzeniem. Dążenie do odpowiedzi na to pytanie prowadzi do spostrzeżenia, że właśnie obserwujemy walkę Dobra ze Złem i niekoniecznie to pierwsze tryumfuje. W końcowej części obie strony ponownie stają do walki. Mamy też nawiązanie wprost do religii chrześcijańskiej, gdyż dowiadujemy się, że bóg reprezentujący dobro (w zasadzie tylko o nim Dick pisze „On”, jak o Bogu) wysyła do ludzi swoje dziecko, które ma za zadanie ich chronić.